# Vrångö
Vrångö är en tätort i Göteborgs kommun och den sydligast belägna bebodda ön i Göteborgs södra skärgård. Ön utanför tätorten ingår i Vrångöskärgårdens naturreservat.

## Administrativ historik
Orten och ön ligger i Styrsö socken i Västergötland och ingick till 1974 i Styrsö landskommun där ett municipalsamhälle fanns för ön/orten från 3 september 1915 till 31 december 1959. Av stadsstadgorna tillämpades först bara hälsovårdsstadgan i municipalsamhället; från och med den 1 januari 1933 (enligt beslut den 2 december 1932) till den 12 oktober 1951 tillämpades också brandstadgan i municipalsamhället. När hälsovårdsstadgan avskaffades den 1 januari 1960 upphörde också samtliga municipalsamhällen där endast den stadsstadgan gällde, varvid Vrångö municipalsamhälle upplöstes.
Vrångö ingår sedan januari 2011 i primärområdet Södra skärgården i stadsdelsnämndsområdet Västra Göteborg i Göteborgs kommun.

## Etymologi
Namnet Vrångö förekommer i Kung Valdemars jordebok redan 1254 i formen Wranghø, vidare Wranghøø 1481, Vrongöö 1550, Wrånggödh 1598 och Wranghö 1621. Samhället på ön kallades tidigt för Wronngiessundh. Betydelsen av förleden Vrång- kommer av den gamla beteckningen "krokig, buktad" och syftade först endast på den södra delen av ön.

## Befolkningsutveckling
| Befolkningsutvecklingen i Vrångö 1960–2020 | Befolkningsutvecklingen i Vrångö 1960–2020 | Befolkningsutvecklingen i Vrångö 1960–2020 | Befolkningsutvecklingen i Vrångö 1960–2020 | Befolkningsutvecklingen i Vrångö 1960–2020 |
| ------------------------------------------ | ------------------------------------------ | ------------------------------------------ | ------------------------------------------ | ------------------------------------------ |
|                                            |                                            |                                            |                                            |                                            |
| År                                         |                                            |                                            | Folkmängd                                  | Areal (ha)                                 |
| 1960                                       | 1960                                       |                                            | 327                                        |                                            |
| 1965                                       | 1965                                       |                                            | 305                                        |                                            |
| 1970                                       | 1970                                       |                                            | 293                                        |                                            |
| 1975                                       | 1975                                       |                                            | 302                                        |                                            |
| 1980                                       | 1980                                       |                                            | 329                                        |                                            |
| 1990                                       | 1990                                       |                                            | 349                                        | 35                                         |
| 1995                                       | 1995                                       |                                            | 382                                        | 35                                         |
| 2000                                       | 2000                                       |                                            | 381                                        | 36                                         |
| 2005                                       | 2005                                       |                                            | 379                                        | 38                                         |
| 2010                                       | 2010                                       |                                            | 364                                        | 40                                         |
| 2015                                       | 2015                                       |                                            | 351                                        | 50                                         |
| 2020                                       | 2020                                       |                                            | 377                                        | 48                                         |
|                                            |                                            |                                            |                                            |                                            |

## Kyrkor och kyrkogårdar
På ön finns Vrångö kyrka (Styrsö församling, Svenska kyrkan), Vrångö missionsförsamling (Equmeniakyrkan) och  Betelförsamlingen.
Ön har en gammal kyrkogård från 1600-talet och en nyare, invigd 1935. Båda ligger på norra delen av ön, utanför tätbebyggelsen.

## Kommunikationer
Vrångö trafikeras av personfärja som utgår från Saltholmen i västra Göteborg. Det förekommer ingen privat biltrafik på ön.

## Bilder

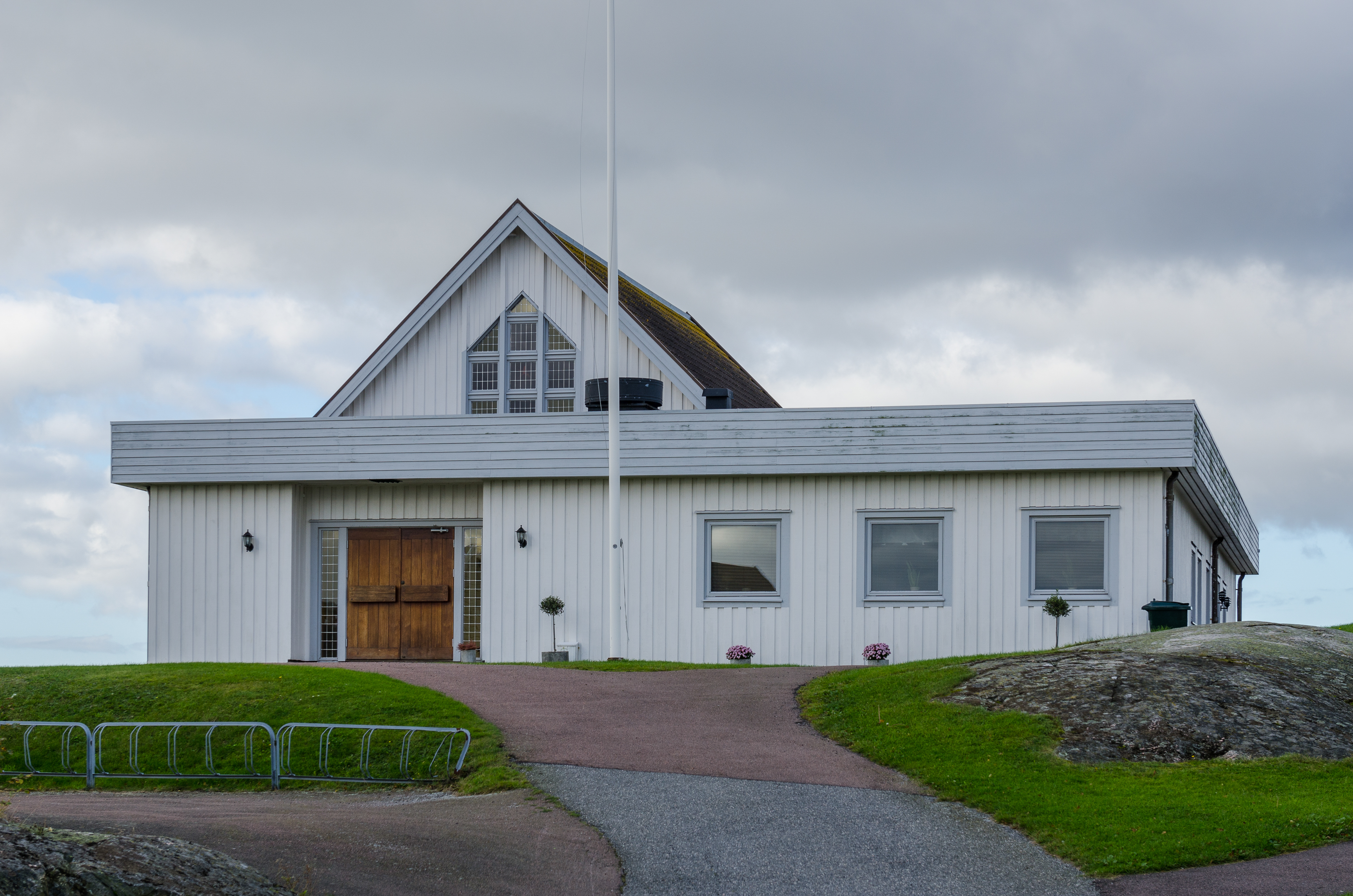
Vrångö missionskyrka
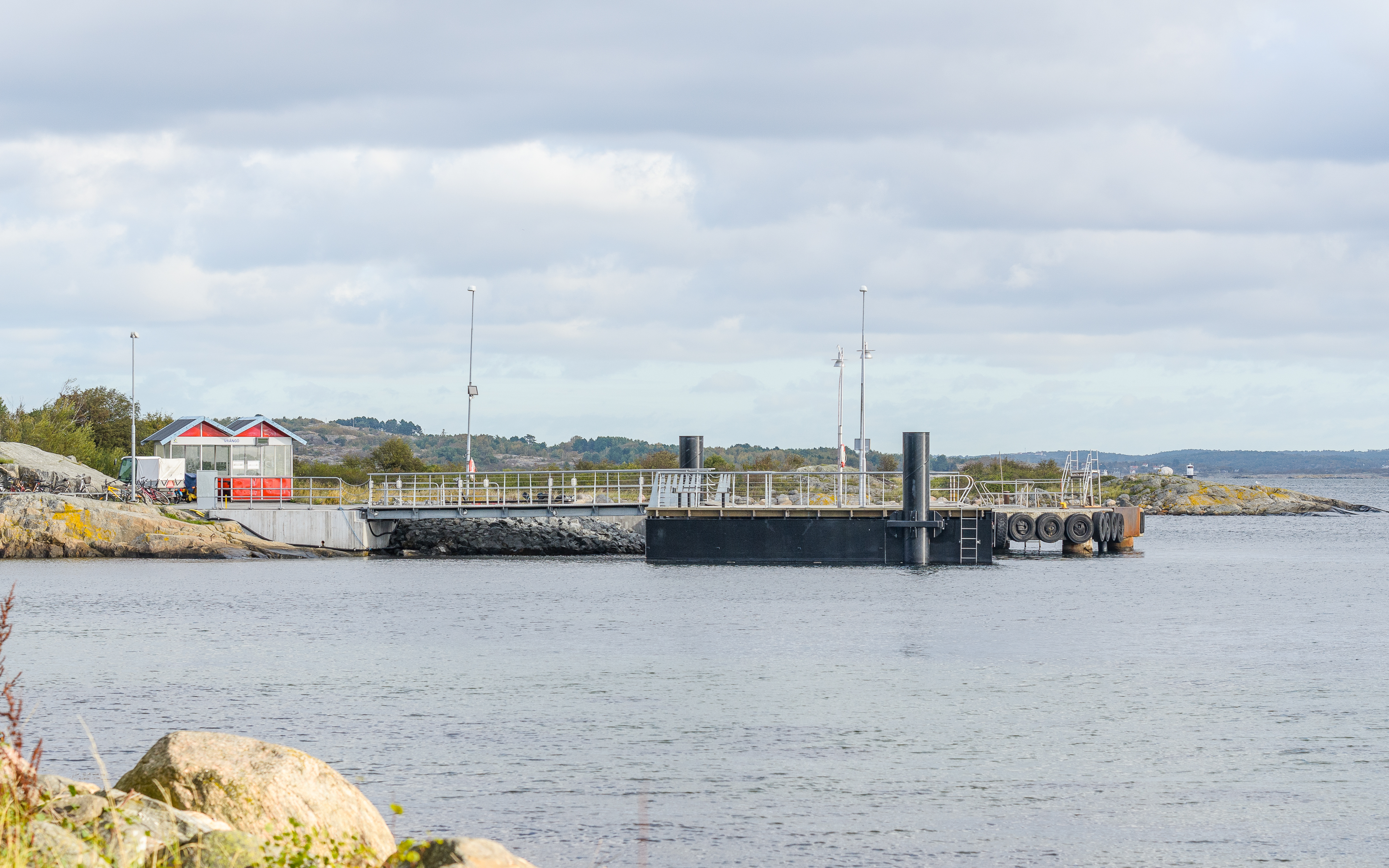
Vrångö brygga.
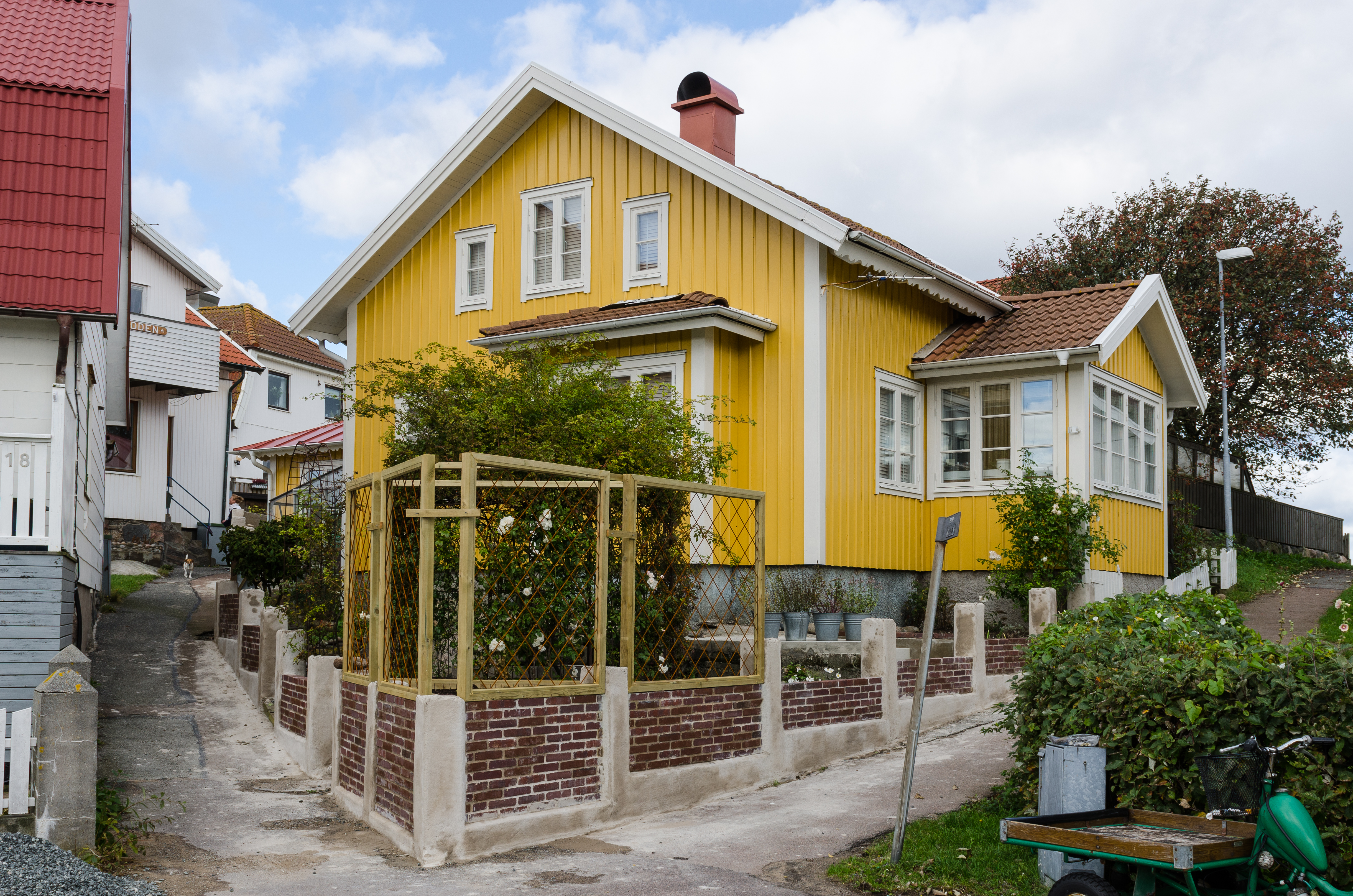
Bebyggelse på Vrångö.
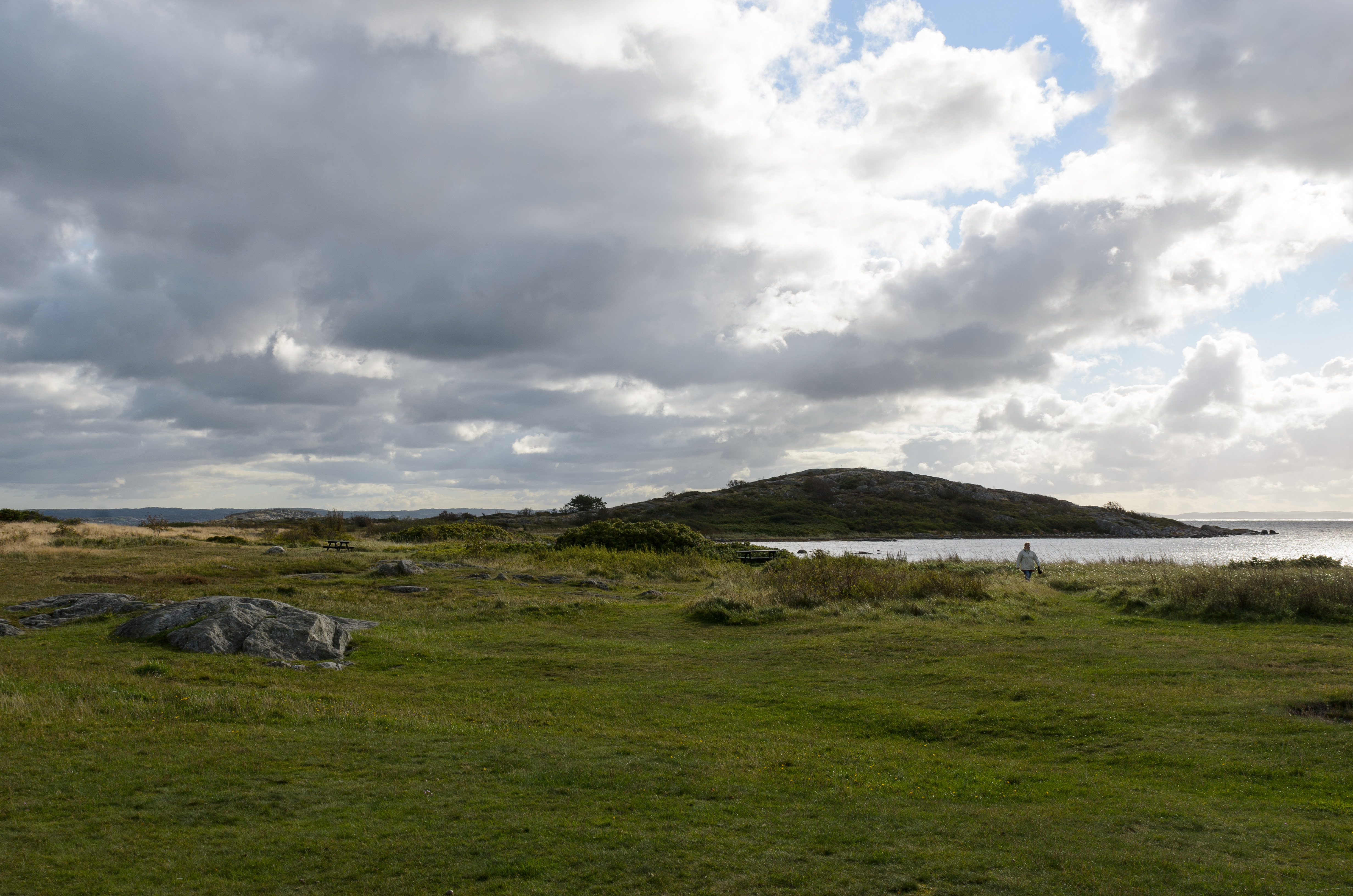
Landskap på södra Vrångö.
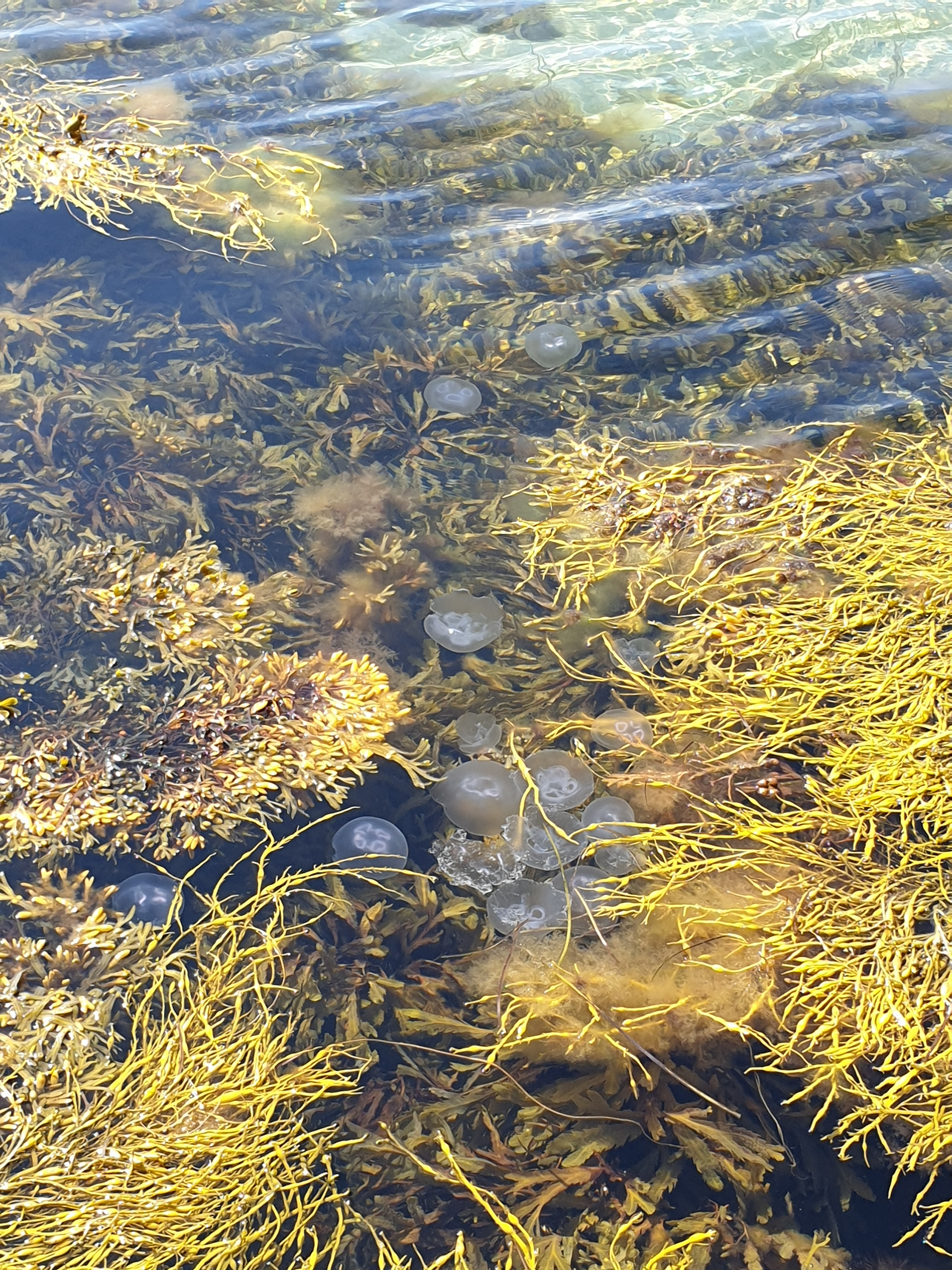
Maneter på Vrångö strand